# 謝尼·佩里

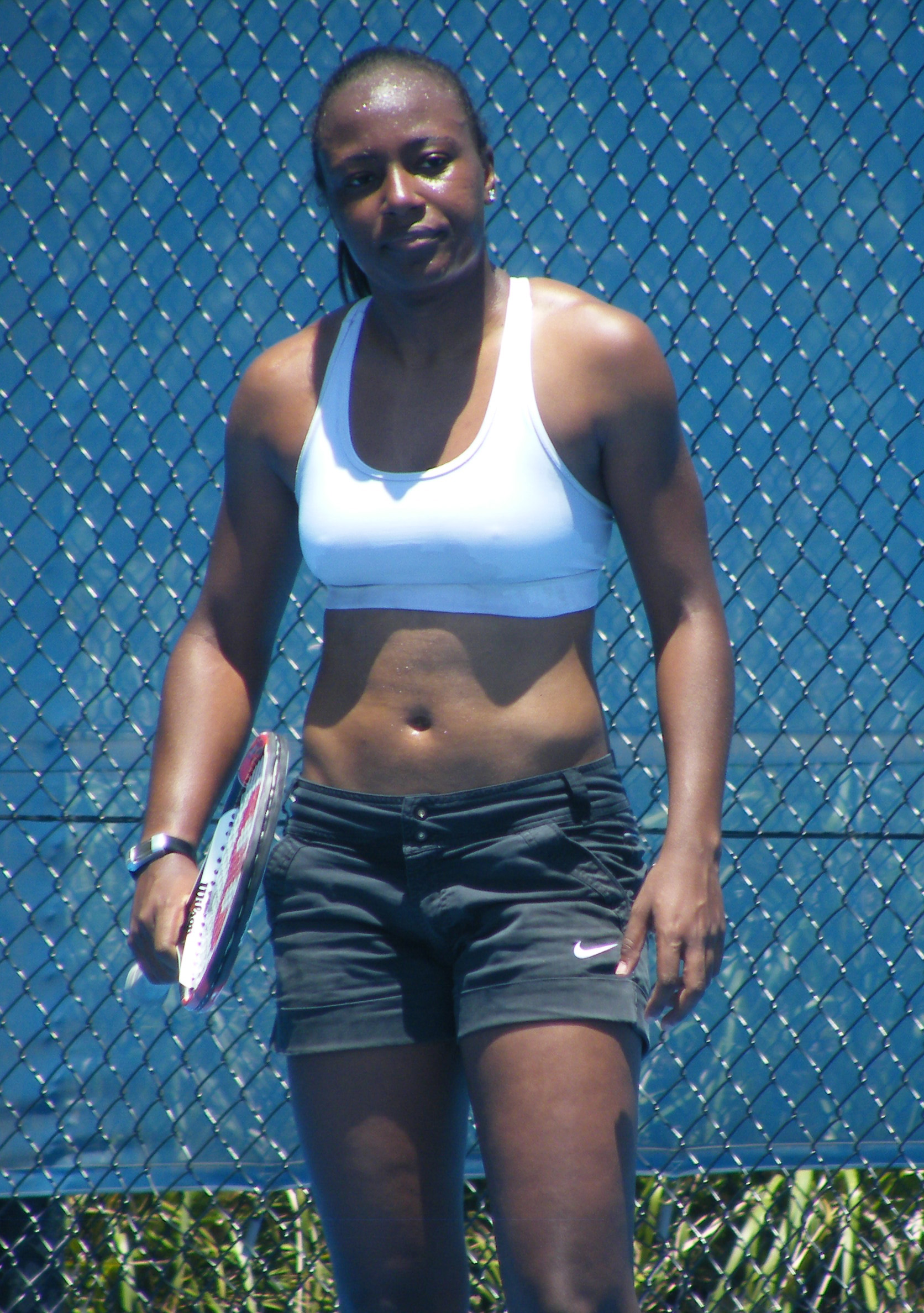
謝尼·佩里

謝尼·佩里（1984年7月6日—），出生於華盛頓，美國女子職業網球選手。
她11歲開始打網球，並且到佛羅里達著名的網球學院接受專業的網球訓練。
她於2004年在奧克蘭展開職業生涯，在晉級八強的過程中打敗西班牙老將比希尼婭·魯阿諾·帕斯夸爾，在2006年法網佩里晉級到第三輪。
佩里是唯一一位在2006年溫網晉級到第四輪的美國選手。

## 外部連結
- 謝尼·佩里的国际女子网球协会官方資料（英文）
- 謝尼·佩里的國際網球總會 職業／青少年 官方資料（英文）
- Fed Cup - Player profile - Shenay PERRY (USA)（页面存档备份，存于）